# Vatu-i-Ra Channel
Vatu-i-Ra Channel – kanał morski na Oceanie Spokojnym, należący do Fidżi, oddzielający wyspy Viti Levu i Vanua Levu. Ma 2 mile (3,2 km) szerokości (w najwęższym miejscu) i do około 700 m głębokości. W kanale znajdują się dwie góry podwodne (E6 oraz Hi8), których zbocza porośnięte są koralowcami, będące popularnym miejscem do nurkowania. W kanale jest położona niewielka wyspa Vatu-i-Ra. W 1789 roku przez kanał przepłynął William Bligh.